# レオポルト6世 (オーストリア公)
レオポルト6世（Leopold VI., 1176年 - 1230年7月28日）は、バーベンベルク家の第4代オーストリア公（在位：1198年 - 1230年）。第2代オーストリア公レオポルト5世とハンガリー王ゲーザ2世の娘イロナの次男で、第3代オーストリア公フリードリヒ1世の弟。バーベンベルク家統治時代の最盛期を築いた。

## 生涯
1194年に父が事故死した後は長兄のフリードリヒ1世がオーストリア公位を継ぎ、自らはシュタイアーマルク公となった。しかし兄が1198年に嗣子無く陣没したため、オーストリア公位を継いだ。
即位後は、自らの権力強化を狙って支配下における貴族・領主層を圧迫し、様々な理由をつけては荘園を没収した。その一方で父が教皇に破門されて以来の教会との関係修復を図って、自ら第5回十字軍に参加したり異教徒を積極的に弾圧したりした。1215年に神聖ローマ帝国でヴェルフ家のオットー4世とホーエンシュタウフェン家のフリードリヒ2世による継承争いが起こると、フリードリヒ2世に協力してその勝利に貢献した。これによりホーエンシュタウフェン家と親密となり、フリードリヒ2世の長男ハインリヒ（7世）に娘を嫁がせて神聖ローマ帝国と友好関係を保つ一方、その文化の導入や交易などで様々な利益を上げた。また、ウィーンの整備・拡張にも積極的で、現在におけるウィーンの基礎はこの時代に築かれている。このように内政・外交で多くの成果を挙げて、バーベンベルク家の全盛期が築かれた。
1230年にレオポルトの仲介により皇帝フリードリヒ2世と教皇グレゴリウス9世の間にサン・ジェルマーノ（現カッシーノ）和議が成立。しかしレオポルトはサン・ジェルマーノにて急病で死去した。55歳没。レオポルト自身が創建したリリエンフェルト修道院に埋葬された。長男と次男は早世のため、三男のフリードリヒ2世が後を継いだ。
先代のフリードリヒに厚遇された同時代の傑出した政治詩人ヴァルター・フォン・デア・フォーゲルヴァイデは、レオポルト6世関連の歌を数多く歌っている。例えば、1200年5月28日のレオポルトの騎士叙任式あるいは 1203年11月の結婚祝いに際しては「世にある人で何人か／ウィーンの館の誉れのために我等が受けた賜物よりも／大きい賜物を見たと言おうか」と、ウィーン宮廷での祝宴を賛美する歌をうたっている（L. 25,26 ff.）。一方、成立時期不明の、他の人々には恩恵が施されるが、詩人に対しては「仕合せの門は閉ざされて」と恨む詩もある（L. 20,31 ff.）。1217年1月にレオポルトが十字軍に出発すると、ウィーンの館を擬人化して「屋根は朽果て壁はくずれる」と嘆かせている（L. 24,33 ff.）。1219年1月にレオポルトが十字軍から帰還すると、「あなたは大業をお遂げなされた」と歓迎している（L. 28,11 ff.）。その他の歌も含めてヴァルターの歌の数々は、当代の歌びとにとってレオポルトの宮廷がいかに憧れの的であったかを示している。

## 子女
1203年、東ローマ帝国皇女テオドラ・アンゲリナと結婚。
- マルガレーテ（1204年 - 1266年） - ローマ王ハインリヒ（7世）（ローマ皇帝フリードリヒ2世の長男）と結婚、死後にボヘミア王オタカル2世と再婚。
- アグネス（1206年 - 1226年） - ザクセン公アルブレヒト1世妃
- レオポルト（1207年 - 1216年）
- ハインリヒ（1208年 - 1228年） - テューリンゲン方伯ヘルマン1世の娘アグネスと結婚し、1女ゲルトルート（1228年 - 1299年）をもうける。ゲルトルートはバーデン辺境伯ヘルマン6世と結婚、死別後の1252年にキエフ大公ダヌィーロの息子ロマンと再婚（1253年離婚）。フリードリヒ2世の死後、バーベンベルク家の女子相続人となる。
- ゲルトルート（1210年 - 1241年） - テューリンゲン方伯ハインリヒ・ラスペ妃
- フリードリヒ2世（1211年 - 1246年） - オーストリア公
- コンスタンツェ（1212年 - 1243年） - マイセン辺境伯ハインリヒ3世妃